# When a Woman Won't
When a Woman Won't è un cortometraggio muto del 1913 diretto da Allan Dwan. Il film, una commedia di genere western, fu interpretato da Edward Coxen, Lillian Christy, George Field e Gene Pallette; quest'ultimo, con il nome di Eugene Pallette, sarebbe in seguito diventato uno dei più noti caratteristi del cinema hollywoodiano.

## Trama
Trama in (EN)  di Moving Picture World  su IMDb

## Produzione
Il film fu prodotto dall'American Film Manufacturing Company come Flying A.

## Distribuzione
Distribuito dalla Mutual Film, il film - un cortometraggio in una bobina - uscì nelle sale cinematografiche USA il 17 marzo 1913 e in quelle britanniche il 7 maggio 1913.